# Cassa Depositi e Prestiti
Cassa Depositi e Prestiti — итальянский государственный банк. 82,77 % акций принадлежат министерству экономики и финансов Италии.

## История
Банк основан в Турине 18 ноября 1850 года решением парламента Королевства Сардиния. После объединения Италии в 1861 году штаб-квартира была перенесена в Рим. В 1875 году в Италии создан почтовый сберегательный банк, а банку Cassa Depositi e Prestiti поручено вкладывать собранные средства в развитие промышленности и инфраструктуры. В 1910 году в Риме открыта новая штаб-квартира банка рядом со зданием Казначейства. В 1924 году банк начал выпуск почтовых сберегательных облигаций; они пользовались у мелких инвесторов большой популярностью, поскольку давали большой процент и могли быть обналичены в любое время. В 1983 году началось реформирование банка, он получил большую финансовую самостоятельность, в частности получил право непосредственно принимать депозиты общественных организаций, а также использовать посредников при размещении ценных бумаг. В 2003 году банк был преобразован в акционерное общество, 70 % акций принадлежат Министерству экономики и финансов, остальные 30 % — 66 банковским фондам. В 2012 году создана группа CDP, в которую были включены финансовые компании SACE и SIMEST, поддерживающие экспортные операции, и Fintecna, контролирующая Fincantieri, одну из крупнейших в мире судостроительных групп.

## Деятельность
Cassa Depositi e Prestiti SpA является основой группы, которая также включает:
- SACE Group финансовая и страховая группа; основана в 1977 году, в 2004 году перешла в собственность Министерства экономики и финансов, в 2012 году передана под контроль CDP Group
- CDP Equity S.p.A. инвестиционный холдинг, основан в 2011 году, владеет долями в 16 компаниях, важных для экономики Италии
- Fintecna S.p.A. компания, занимающаяся реорганизацией и ликвидацией
- CDP Immobiliare S.r.l. компания, занимающаяся инвестициями в недвижимость
- CDP Immobiliare SGR S.p.A. управление фондами, инвесьирующими в недвижимость
- CDP Reti S.p.A. инвестиции в компании в сфере газо- и электроснабжения: Snam (31,35 % акций), Terna (29,85 %) и Italgas (26,04 %).
- CDP Industria S.p.A. инвестиции в промышленные компании: Fincantieri (71,32 %) и Saipem (12,55 %)[1].

Активы банковской группы составили 512 млрд евро, из них 113 млрд пришлось на выданные кредиты, а 220 млрд на наличные и другие высоколиквидные активы. Основным источником наполнения капитала является приём сберегательных вкладов через сеть почтовых отделений (около 27 млн сберегательных счетов).